# Blepharis scindica
Blepharis scindica là một loài thực vật có hoa trong họ Ô rô. Loài này được Stocks ex T.Anderson mô tả khoa học đầu tiên năm 1864.